# Talisman (gruppo musicale)
I Talisman erano un gruppo heavy metal svedese fondato a metà degli anni '80 da Jeff Scott Soto e Marcel Jacob.

## Formazione

### Formazione attuale
- Jeff Scott Soto - voce
- Jamie Borger - batteria
- Fredrik Åkesson - chitarra

### Ex componenti
- Marcel Jacob - basso
- Göran Edman - voce
- Pontus Norgren - chitarra
- Howie Simon - chitarra
- Billy Sheehan - basso

## Discografia

### Album in studio
- 1990 - Talisman
- 1993 - Genesis
- 1994 - Humanimal Part 1
- 1994 - Humanimal Part 2
- 1996 - Life
- 1998 - Truth
- 2002 - Cats and Dogs
- 2006 - 7

### Live
- 1993 - Five out of Five (Live In Japan)
- 2002 - Live at the Sweden Rock Festival 2002
- 2005 - Five Men Live
- 2005 - Live at the SRF (DVD)
- 2005 - The World's Best kept Secret (DVD)

### Raccolte
- 1998 - The Best Of...
- 1998 - BESTerious